# Jaromír Jágr
Jaromír Jágr (Kladno, 15 de fevereiro de 1972) é um jogador tcheco de hóquei no gelo, que defende o HC Kladno, da Czech Extraliga (ELH). É um dos 26 jogadores de hóquei a conseguir o ouro triplo, com títulos da Copa Stanley, Campeonato Mundial e Olimpíadas.

## Carreira
Jágr começou a carreira defendendo o Kladno, de sua cidade natal, e foi recrutado pelo Pittsburgh Penguins, da NHL, com a quinta escolha geral do recrutamento de 1990. Em suas duas primeiras temporadas nos Estados Unidos (1990-91 e 1991-92), conquistou a Copa Stanley com o time. Em 1994-95, ganhou seu primeiro Troféu Art Ross como artilheiro da liga, com 70 pontos (32 gols e 38 assistências) e tornou-se, com isso, o primeiro jogador treinado na Europa a liderar a NHL em pontos.
Com a primeira aposentadoria de Mario Lemieux, após a temporada de 1996-97, Jágr assumiu a posição de estrela do time e não decepcionou: ganhou todos os Troféus Art Ross entre 1997-98 e 2000-01. O time, entretanto, não conseguiu chegar novamente sequer às finais da Copa (em 1995-96 e em 2000-01 foi eliminado nas finais de conferência) e, passando por dificuldades financeiras que levaram a uma concordata em 1998-99, começou a enfraquecer.
Durante a temporada de 2000-01, Jágr chegou a dizer que estava "morrendo vivo" à imprensa, para descrever seu humor durante aquele ano, quando pediu diversas vezes para ser trocado. Ao final da temporada, procurou o gerente geral do time, Craig Patrick, e disse que seria muito mais fácil para o time manter jogadores como Alexei Kovalev, Martin Straka e Robert Lang (os principais jogadores, ao lado de Lemieux, que tinha voltado a jogar naquela temporada) se o trocassem. Patrick começou, então, a negociar, e, em 11 de julho de 2001, foi anunciado que Jágr tinha sido mandado para o Washington Capitals junto com Frantisek Kucera, em troca de Kris Beech, Michal Sivek e Ross Lupaschuk, além de cerca de cinco milhões de dólares.
Ele encerrou seu ciclo em Pittsburgh como vice-líder da história do time em jogos disputados (806), gols (439), gols em vantagem numérica (114), assistências (640), pontos (1 079), gols em playoffs (65), assistências em playoffs (82), pontos em playoffs (147) e gols da vitória em playoffs (14), atrás de Lemieux em todos esses critérios. Foi ainda o líder em gols da vitória, com 78, quatro a mais que Lemieux.

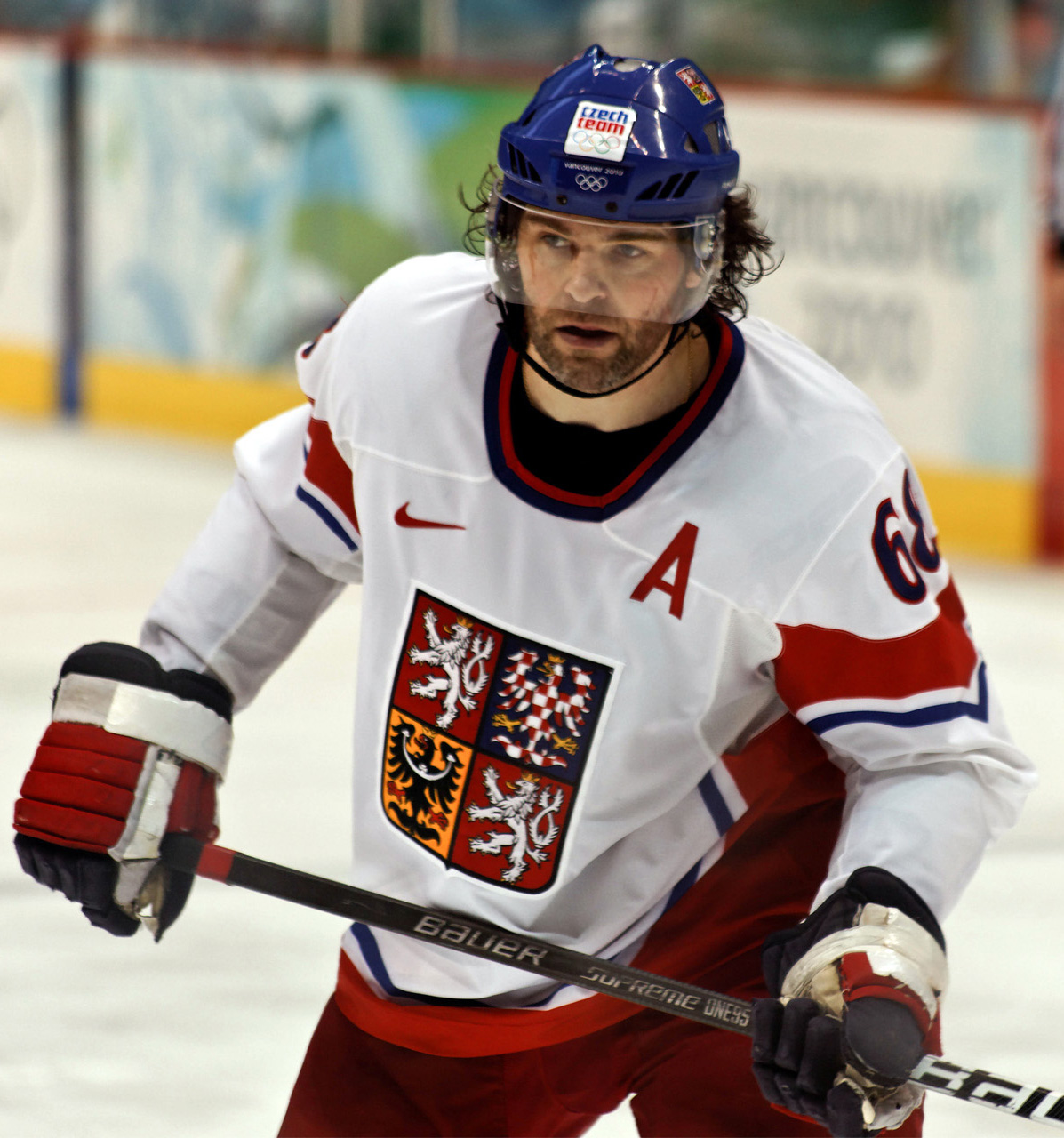
Jagr com a seleção tcheca em 2010.

Em Washington, não chegou nem perto de ter o mesmo sucesso que teve em Pittsburgh. O time não chegou nenhuma vez nem à segunda fase dos playoffs e Jágr não ficou no topo da artilharia da liga nenhuma vez. Em janeiro de 2004 foi trocado mais uma vez: seu novo time seria o New York Rangers. Em Nova York, não voltou a conquistar o Art Ross, mas conseguiu algum sucesso nos playoffs, tendo alcançado a segunda fase com os Rangers por duas vezes, em 2006-07 e em 2007-08.
Ao final da temporada de 2007-08, o contrato de Jágr com os Rangers venceu — teria sido renovado automaticamente por um ano se ele tivesse marcado 84 pontos ou vencido um dos principais troféus, mas ele marcou apenas 71 e não ganhou troféu algum. Ele pretendia conversar primeiro com os nova-iorquinos antes de assinar contrato com outro time da NHL, mas ainda cogitava voltar a jogar no time de sua cidade natal, Kladno — se resolvesse ficar na NHL, não jogaria mais do que duas temporadas, pois prometeu a seu pai voltar para a República Tcheca até 2010.
Em 4 de julho, quatro dias após a abertura do mercado de agentes livres, ele não foi nem para um lugar nem para o outro: assinou contrato com o Avangard Omsk, da liga russa (time que ele tinha defendido durante o locaute que cancelou a temporada 2004-05 da NHL), encerrando sua participação na NHL com 1 599 pontos (646 gols e 953 assistências) em 1 273 jogos. "Foi uma decisão difícil, mas pessoal, tantos foram os times da NHL interessados nos seus serviços", disse o empresário do jogador, Pat Brisson. "Ele é grato à NHL e especialmente aos Rangers nos últimos anos." Jágr já tinha perdido espaço nos Rangers no dia anterior, com a contratação do sueco Markus Naslund.
Em julho de 2011,transferiu-se para a NHL novamente, vestindo a camisa do Philadelphia Flyers. Em setembro do mesmo ano, Jágr tornou-se proprietário do HC Kladno, para que a equipe de sua cidade-natal não tivesse de se mudar. Um ano depois, assinou com o Dallas Stars, jogando com o Kladno durante o locaute que interrompeu boa parte da temporada de 2012-13. No meio da temporada encurtada, em abril de 2013, Jágr foi trocado para o Boston Bruins, onde alcançou sua primeira final da Copa Stanley em 21 anos (perdida para o Chicago Blackhawks). Antes do início da temporada seguinte, Jagr assinou com o New Jersey Devils. Aos 42 anos, Jagr se tornou líder de pontos e gols dos Devils na temporada 2013-14. No meio da temporada seguinte, foi trocado para o Florida Panthers, com o qual renovou no fim da temporada.